# クロンダイク

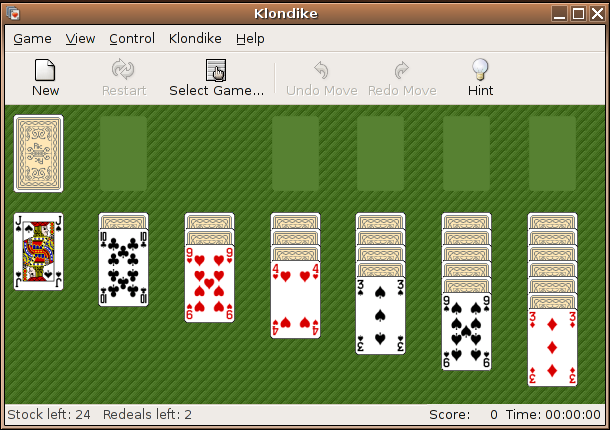
コンピューターゲームのクロンダイク

クロンダイク（Klondike）は、トランプによるソリティアのひとつである。

## ルール
まずジョーカーを除く52枚のカードをよくシャッフルし、左から順に1枚、2枚、3枚、4枚、5枚、6枚、7枚となるように7列で裏返しに置く。この7列のカードを場札と呼び、残りは一つにまとめた山札とする。また、これとは別に4組分のスペースを用意する。このスペースは組札と呼ばれる。
ゲーム開始時にまず場札の各列先頭の1枚だけを表向きにする。
プレイヤーは以下のきまりに従ってカードを移動することができる。
- 山札のうち決まった枚数（1枚または3枚）をめくる。このめくった札はめくった順に積み重ね、一番上のカードを使用することができる。ルールによってはすべての山札をめくった後裏向きに戻せる回数が制限されている。
- めくった山札の一番上または場札のうち表向きになっている任意の部分（既にシークエンスになっている部分の途中からでもよい）が、他の場札の先頭にあるカードと色が違っていて番号が置こうとする列における先頭のカードの数字より1つ小さい場合、その札を場札の先頭につなげることができる（例: 赤4に黒3を繋げる。黒J・赤10の繋がりにさらに黒9・赤8・黒7を繋げる。Aにはそれ以上繋げられない）。
- すなわち、場札のうち表向きになっている部分は、赤と黒が交互に並び番号が手前に行くに従って1ずつ減っていく形となる。
- 場札の先頭にあった表向きのカードがなくなった場合、裏向きのカードの内一番手前をめくることができる。
- 場札のうちカードがなくなった列には任意のKを置くことができる。このとき、このKにカードが連なっている場合はそのシークエンスをまとめてその列に移動することになる。
- 最終的には「赤K―黒Q―赤J―黒10―（中略）―赤A」または「黒K―赤Q―黒J―赤10―（中略）―黒A」となる。
- 組札には同一のスートごとにA→Kの順に、めくった山札の一番上または場札の表向き部分の先頭のカードを置くことができる。また、ルールによっては組札に一度置いたカードを場札に戻すことができる。

以上の繰り返しで52枚すべてのカードを組札に置くことができれば勝ちとなる。

## コンピュータでの「ソリティア」
Microsoft Windows 3.x以降には、「ソリティア」という名前でクロンダイクが付属していた。そのため、クロンダイクを知らなかった利用者にはゲーム名が「ソリティア」であると誤認されてしまっていた（実行ファイル名はXPまで：sol.exe、Vistaから：Solitaire.exe）。Windows 8では標準では付属しておらず、「Microsoft Solitaire Collection」としてWindowsストアからダウンロードする必要があったが、Windows 10では復活した。
その他多くの環境で、GUIないしテキストスクリーンにより実装されることは多く、PC-UNIXでは他にも多くのソリティアを収録したGNOME GamesのAisleRiotなどがある。

## その他
- キャンフィールドと取り違えられることがある。
- クロンダイクがWindowsに付属された理由は、Windows 3.0の発売当時はマウスの使用を前提としたパソコンが普及しておらず、マウスの使用方法を習得してもらうことを念頭に置いていたためである。